# Покорение Сибири

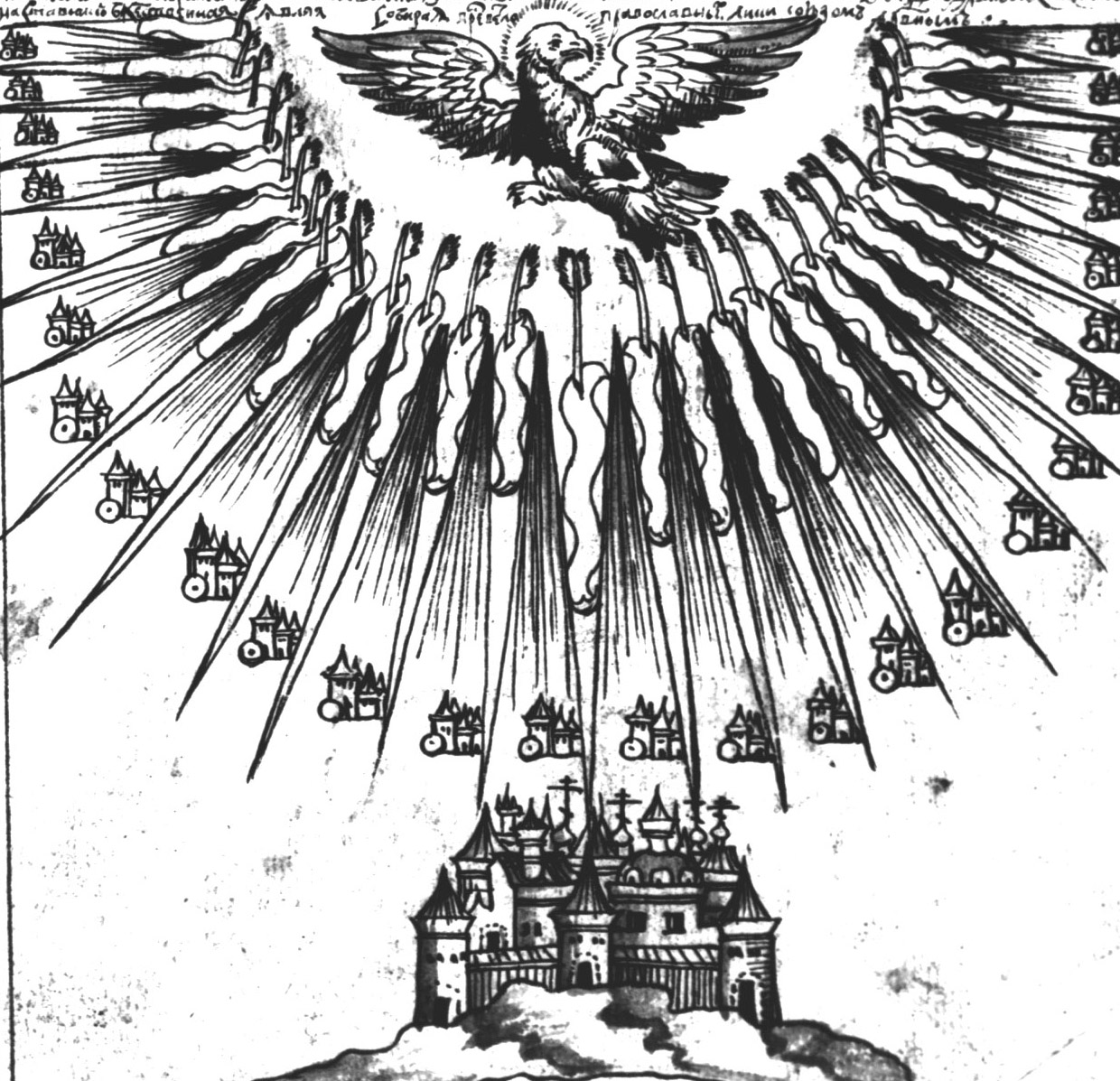
Знамение воссиявшей и прославившейся Сибири, Ремезовская летопись, до 1703

Покорение (присоединение, колонизация) Сибири — исторический процесс включения Сибири и Дальнего Востока в состав Русского (Российского) государства со второй половины XVI до конца XVII века. Традиционно считается начатым в 1581 году походом Ермака против Сибирского ханства. Присоединение Сибири и Дальнего Востока к России встречало сопротивление местных жителей и происходило на фоне ожесточённых боёв коренных народов с русскими казаками.

## Хронология

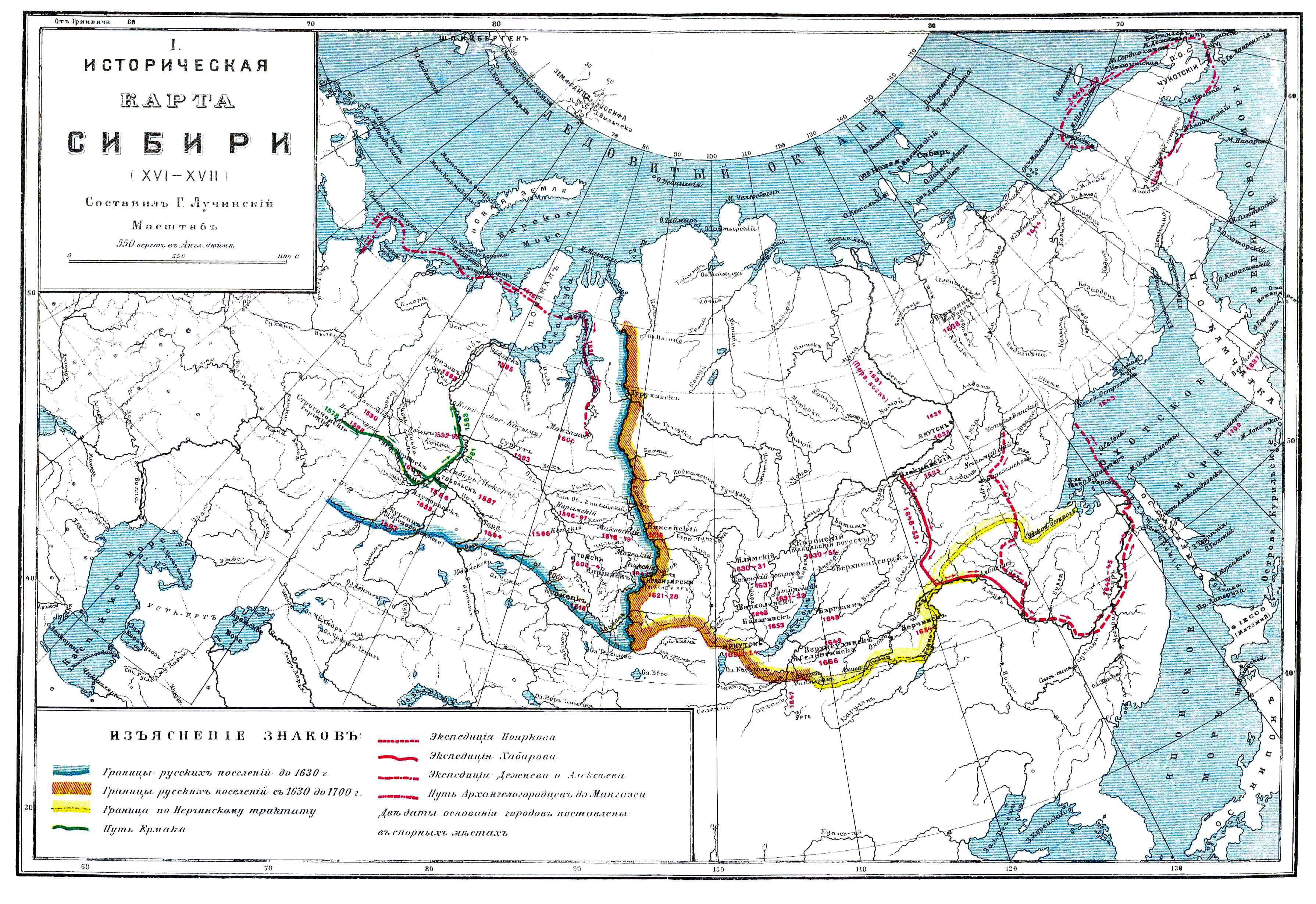
Карта покорения Сибири. Даты основания городов, и направления экспедиций

Процесс покорения Сибири включал в себя постепенное продвижение русских казаков и служилых людей на восток, вплоть до их выхода к Тихому океану и закреплению на Камчатке. В фольклоре народов Северо-Востока Сибири для обозначения пришельцев с этнонимом «русский» используется слово «казак». Пути движения казаков по преимуществу были водные. Знакомясь с речными системами, они шли сухим путём исключительно в местах водораздела, где перевалив через хребет и устроив новые лодки, спускались по притокам новых рек. По прибытии в местность, занимаемую каким-либо племенем туземцев, казаки входили с ними в мирные переговоры с предложением подчиниться Белому царю и платить ясак, но переговоры эти далеко не всегда приводили к успешным результатам, и тогда дело решалось оружием. Обложив туземцев ясаком, казаки устраивали на их землях или укреплённые остроги (если племя было воинственное), или просто зимовья, где и оставалась обыкновенно часть казаков в виде гарнизона для поддержания покорности и для сбора ясака. Вслед за войсками шли поселенцы, администраторы, духовенство, промысловики и купцы. Местное население облагалось налогом (см. ясак).
Продвижение русских в Сибирь часто сталкивалось с сопротивлением местных народов. После покорения Сибирского ханства в конце XVI века и вплоть до конца XVII века против русской власти в Западной Сибири боролись Кучумовичи, опиравшиеся на ногайцев и калмыков. В Южной Сибири значительное сопротивление оказывали енисейские кыргызы, лавировавшие между Россией и монгольскими государствами Алтан-ханов и Джунгарией. На долгие десятилетия растянулся процесс покорения Чукотского края. В Приамурье Россия столкнулась с Цинским Китаем, считавшим этот регион зоной своих интересов.
Северные города Сибири были основаны раньше южных, поскольку главным, что привлекало русских в Сибирь, был пушной промысел. Лишь когда соболь и другие пушные звери были истреблены на севере, русское народонаселение начало подниматься вверх по рекам и основывать южные города. Зверопромышленники, увлекаясь легкостью наживы от собольего промысла, не желали заниматься земледелием. Только в XVIII веке власти стали вербовать в Европейской России хлебопашцев и селить их вдоль сибирских дорог.
От недостатка русских женщин русские в Сибири заводили жён из аборигенных жителей и нередко по нескольку. Такие жены добывались или покупкой, или захватом. Многочисленные бунты аборигенных жителей, которые вызывались несправедливыми поборами и притеснениями сборщиков ясака, давали повод к многочисленным военным походам против сибирских аборигенов, при этом мужчин убивали, а их жён и детей захватывали и затем продавали их в сибирских городах в рабство. Голод заставлял часто и самих сибирских аборигенов продавать своих детей в рабство русским.
В целом покорение Сибири завершилось уже к концу XVII века, когда границы Русского государства в основном приблизились к нынешним. Освоение Камчатки произошло в начале XVIII века, покорение Чукотки после русско-чукотских войн было лишь номинальным и фактически произошло только в начале XX века.

### Предыстория. XV век. Походы на Югру
- 1465 — поход Тимофея Травина-Скрябы
- 1483 — поход Фёдора Курбского
- 1499—1500 — поход Семёна Курбского и Петра Ушатого.
- 1499 — основан Пустозерск

### XVI век. Завоевание Западной Сибири

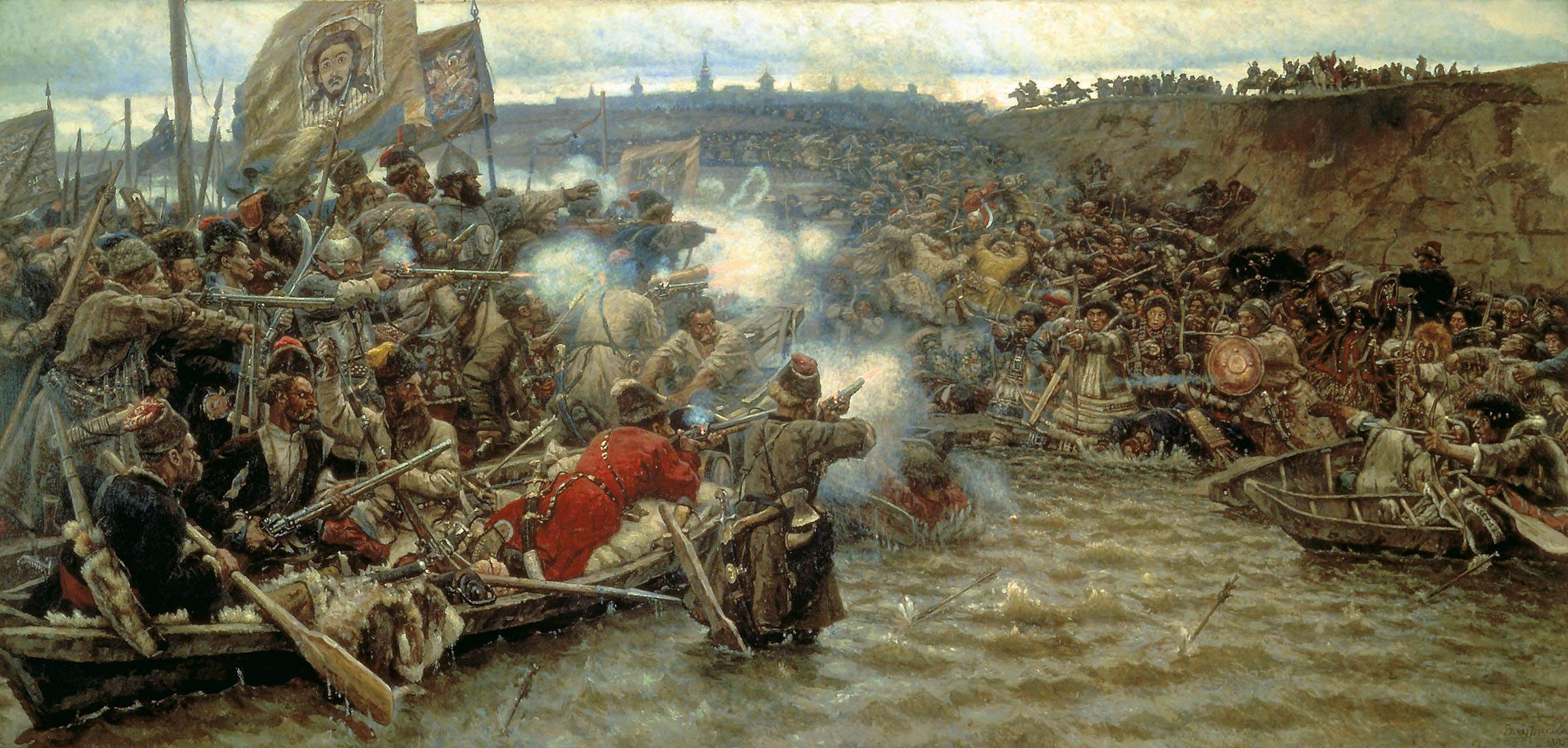
«Покорение Сибири Ермаком». Василий Иванович Суриков.

- 1581—1585 — Сибирский поход Ермака Тимофеевича
- 1585 — Иван Мансуров основал Обский городок, просуществовавший до 1594 года.
- 1586 — Василий Сукин основал Тюмень (первый постоянный русский город в Сибири), на месте бывшей столицы Сибирского ханства
- 1587 — основан Тобольск на Иртыше, ставший впоследствии «столицей Сибири»
- 1590 — первый указ о переселении русского населения в Сибирь (35 «пашенных людей» из Сольвычегодского уезда «с жёнами и детьми и со всем имением» направлены на поселение в Сибирь)[6]
- 1591 — основан Пелым
- 1593 — основан Берёзов
- 1594 — основаны Сургут и Тара
- 1595 — основан Обдорск
- 1598 — завоевание Пегой Орды, основан Нарым
- 1598 — Ирменское сражение, окончательное завоевание Сибирского ханства.

### XVII век. От Енисея до Тихого океана. Война с Китаем

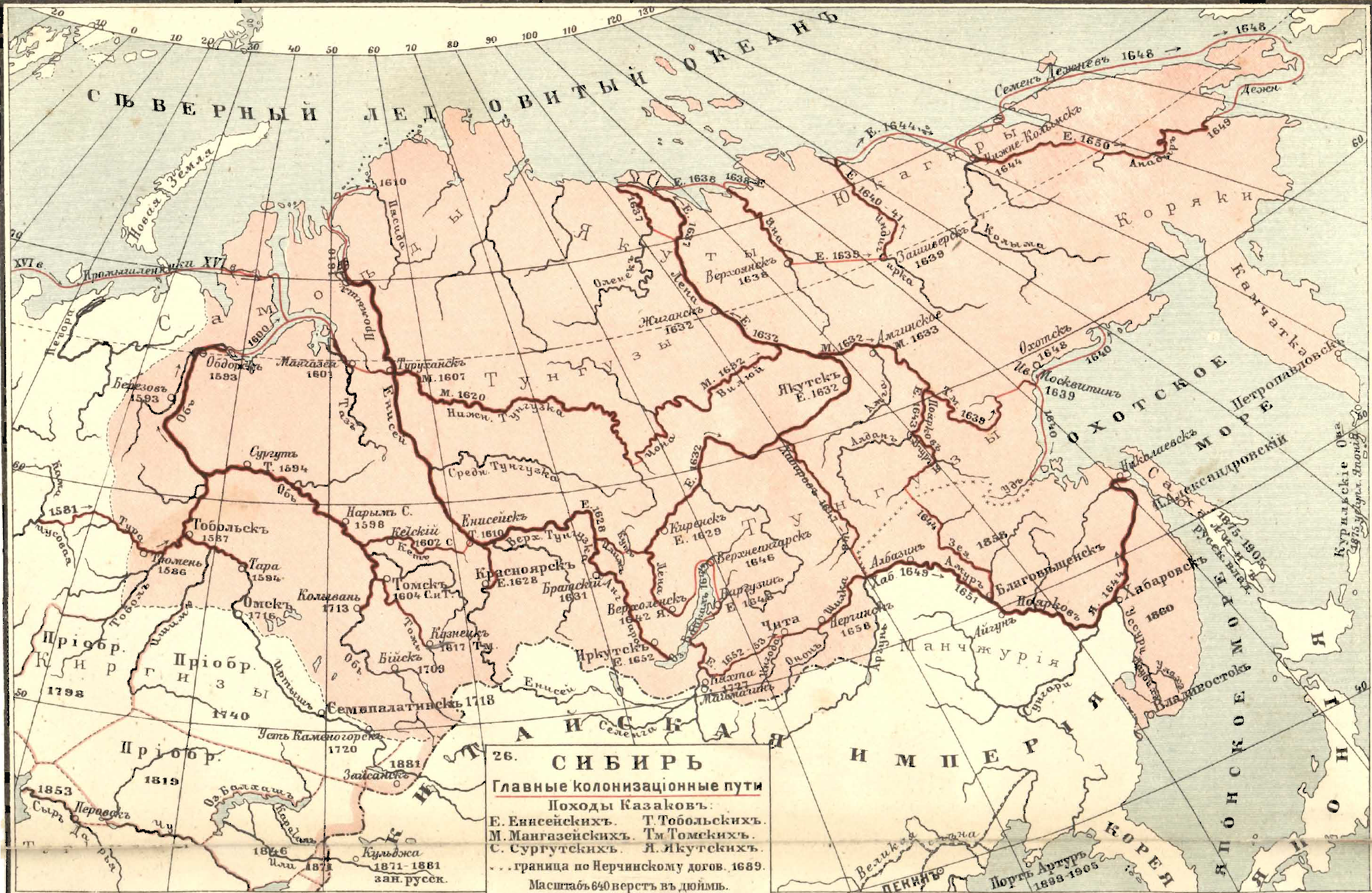
Направления походов русских землепроходцев

Политическое положение в Азии на 1636 год

- 1601 — основана Мангазея (для контроля над западносибирскими самоедами)
- 1604 — основан Томск, как крепость против джунгар и енисейских киргизов
- 1607 — основан Туруханск (первый город на Енисее), покорение энцев
- 1618 — основан Кузнецк
- 1619 — основан Енисейск
- после 1620 — неизвестная неудачная экспедиция на Таймыр (находки в заливе Симса и островах Фаддея)
- 1623 — Пянда впервые достиг реки Лены в районе Киренска
- 1628 — воевода Андрей Дубенский заложил Красноярск на Енисее, основан Канский острожек
- 1630 — Василий Бугор основал Киренск на Лене, Иван Галкин основал Илимское зимовье
- 1631 — атаман Максим Перфильев заложил Братский острог на Ангаре, заложен Усть-Кутский острог

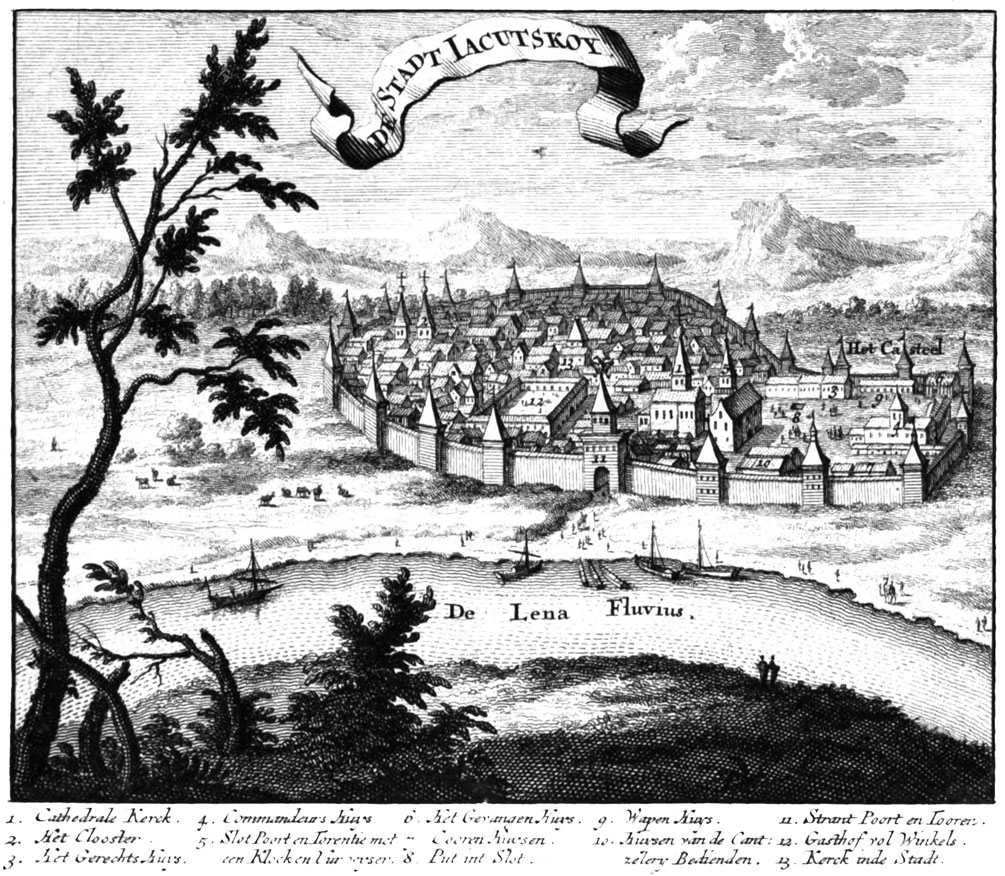
Якутск в конце XVII века. Гравюра Николааса Витсена. 1692 год

- 1632 — Пётр Бекетов заложил Якутск и Жиганск. Через два года якуты разбили казачий отряд Ивана Галкина на Лене и осадили Якутск. Такая контратака местного населения во многом была обусловлена распрей между казачьими отрядами (мангазейскими и енисейскими), которые конфликтовали из-за сбора ясака
- 1633 — Иван Ребров открыл устье Лены и реку Яну
- 1638 — учреждено Якутское воеводство, конный поход сотника Иванова на Индигирку против юкагиров
- 1638 — экспедиция стольника Петра Головина и дьяка Ефима Филатова на реку Лена для строительства острога
- 1639 — Копылов отправил к Охотскому (Ламскому) морю отряд под командой Ивана Москвитина
- 1643 — атаман Василий Колесников достигает Байкала, а Михаил Стадухин — Колымы.

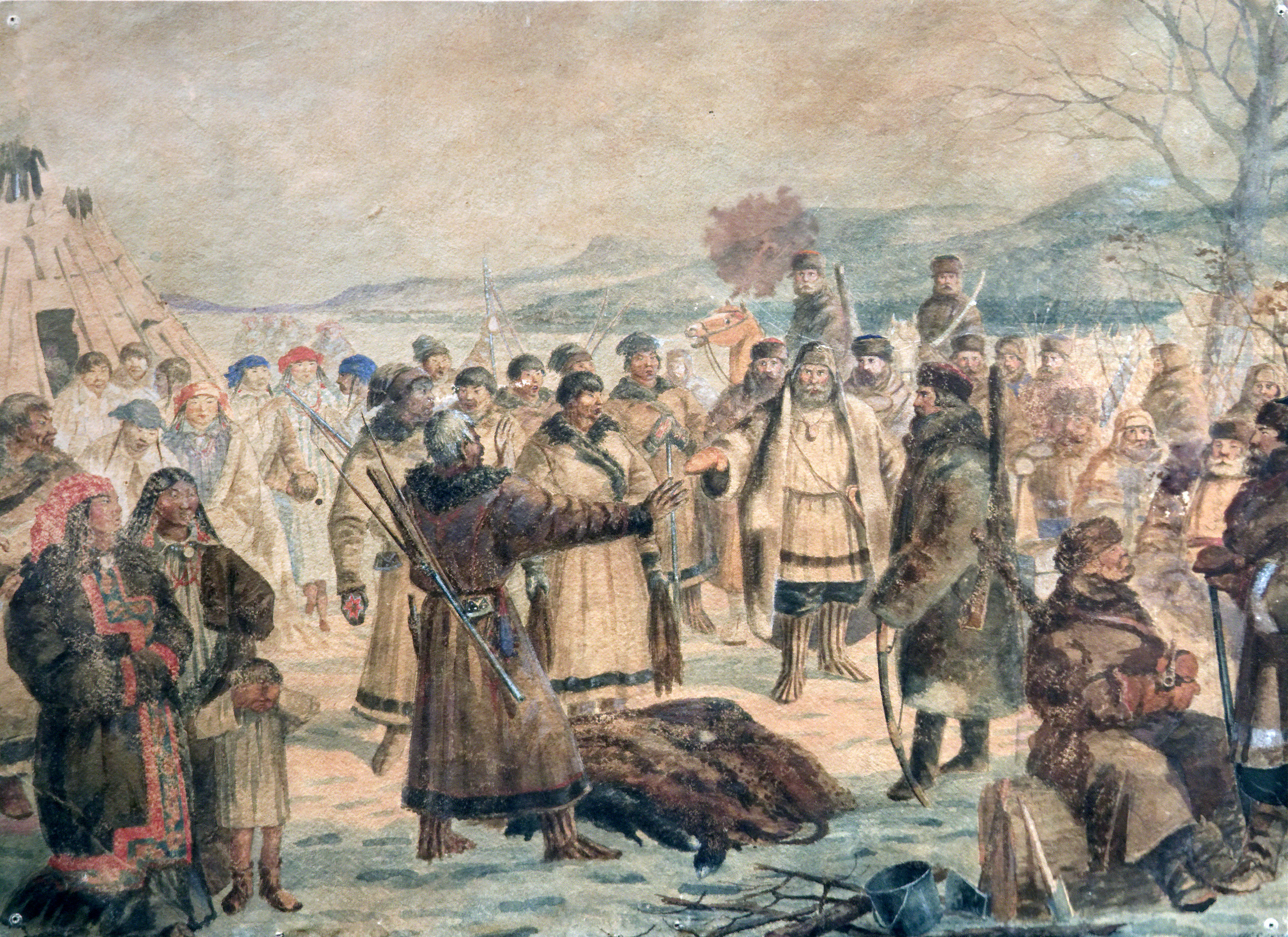
Сбор ясака казаками

- 1643 — экспедиция Василия Пояркова в Приамурье (Даурию), сплав по Амуру в Охотское море.
- 1644—1645 — поход казаков против бурят в Ангарскую степь.
- 1646 — экспедиция Василия Пояркова: поход от Якутска к Охотскому морю.
- 1647 — Иваном Москвитиным основан Охотск
- 1648 — Семён Дежнёв проходит Берингов пролив, отделяющий Аляску от Чукотки и открывает западную часть Северной Америки.
- 1648—1653 — походы Ерофея Хабарова в Даурию
- 1649—1689 — Русско-цинский пограничный конфликт
- 1652 — Бой у Ачанского острога
- 1653 — в Забайкалье основаны Чита и Нерчинск
- 1655 — Осада Кумарского острога
- 1661 — на Ангаре Яковом Похабовым основан Иркутск
- 1665 — на Селенге Гаврилой Ловцовым основан Селенгинский острог
- 1666 — на Уде, при её впадении в Селенгу, основано Удинское зимовье, впоследствии Удинский острог
- 1673 — кыргызский отряд князя Шанды Сенчикеева сжёг Ачинский острог
- 1685 — битва за Албазин
- 1686 — неудачная попытка проникнуть на Таймыр (Иван Толстоухов): экспедиция пропала без вести
- 1686—1687 — вторая битва за Албазин
- 1688 — осада Селенгинского острога
- 1689 — Нерчинский договор с Китаем
- 1692 ― экспедиция русских служилых людей против енисейских киргизов, разгром Тубинского улуса. В сражении убито до 700 киргизов
- 1697—1698 — присоединение Камчатки экспедицией Владимира Атласова[1]
- 1699 — при возвращении в Анадырский острог уничтожен отряд Серюкова[1]

### XVIII век. Покорение Чукотки и Камчатки

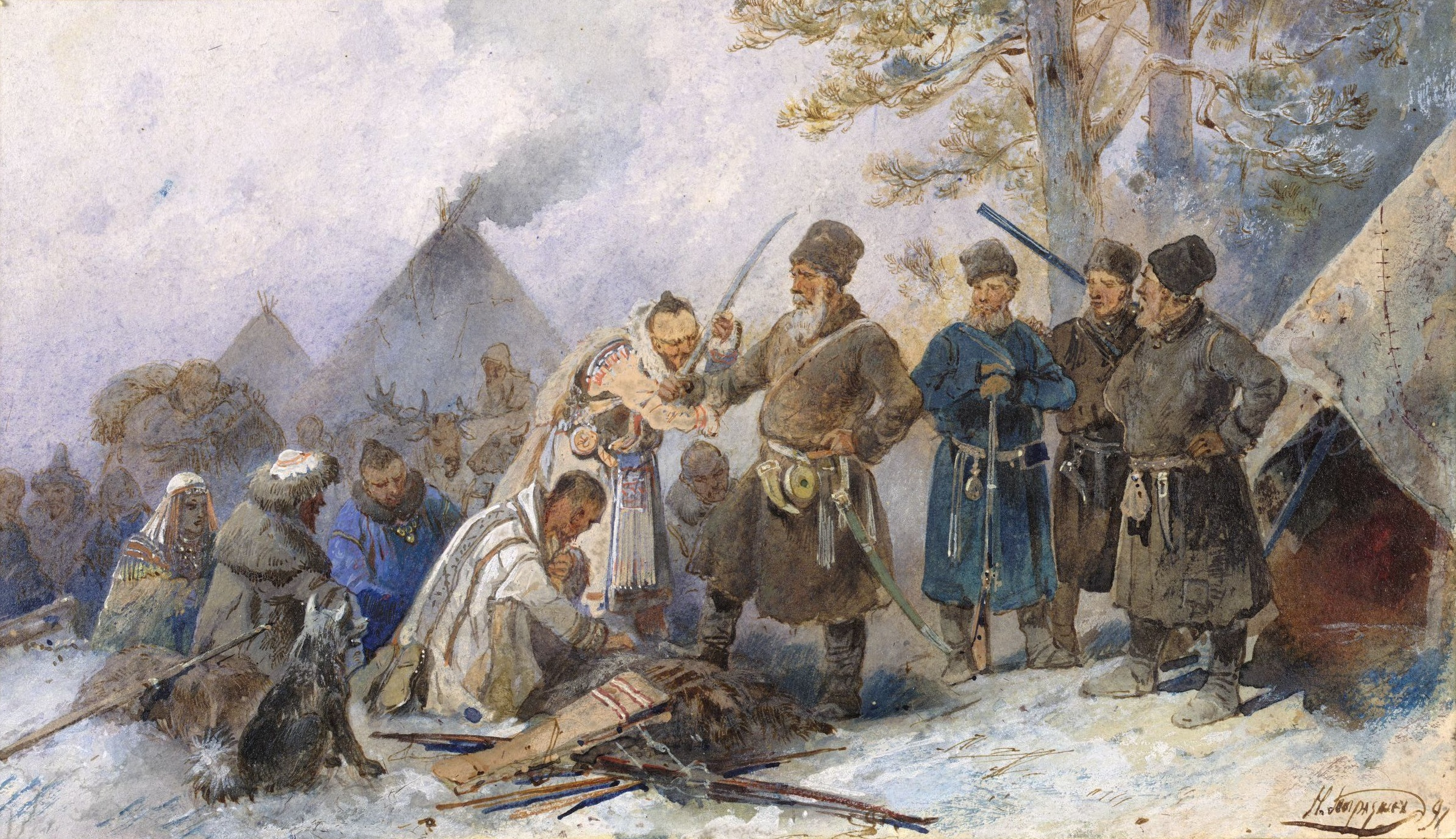
Подведение сибирских инородцев под высокую Царскую руку. Худ. Н. Н. Каразин

- 1703—1715 — восстание на Камчатке против русских, в ходе которого были сожжены Большерецкий и Акланский остроги и убито около 200 казаков; в 1705 году коряки уничтожили казачий отряд во главе с Протопоповым[1]. В 1715 году русские взяли крупнейшее поселение коряков Большой Посад[7].
- 1709 — в предгорьях Алтая поставлен Бикатунский острог
- 1711 — Данила Анциферов открывает Курильские острова
- 1712 — бунт и убийство казаками своих начальников (Атласова, Чирикова и Миронова) на Камчатке
- 1712 — Меркурий Вагин открывает Новосибирские острова
- 1716 — основан Омск
- 1730—1740-е — походы на Чукотку. Военные экспедиции русских отрядов под командованием Павлуцкого.
- 1733—1743 — Великая Северная экспедиция для изучения сибирского берега Северного Ледовитого океана (Харитон Лаптев, Семён Челюскин): исследован безлюдный Таймыр, открыты горы Бырранга и мыс Челюскина (северная оконечность Сибири).
- 1730 — основан Барнаул
- 1740 — основан Петропавловск-Камчатский
- 1747 — чукчи уничтожили отряд анадырского коменданта
- 1748—1755 — семь военных походов на чукчей
- 1752 — основана Гижигинская крепость
- 1753 — осада коряками Гижигинской крепости
- 1778 — окончательное присоединение Чукотки
- 1799 — начало колонизации Аляски

### XIX век. Присоединение Приамурья и Сахалина
- 1855 — Симодский трактат — договор с Японией, по которому Южные Курилы отходили Японии, Северные Курилы России, Сахалин оставался совместным владением
- 1856 — основан Благовещенск
- 1858 — Айгунский договор с Китаем, присоединение Приамурья к России
- 1858 — основан Хабаровск
- 1860 — Пекинский трактат; присоединение Приморья к России
- 1860 — основан Владивосток
- 1875 — Петербургский договор с Японией; переход Сахалина к России, Курильских островов к Японии.

## Последствия
Русские основали в Сибири многие остроги, которые затем превратились в города. В XVI веке были основаны города в Западной Сибири: Тюмень, Тобольск, Сургут и др. В XVII веке в Восточной Сибири: Томск, Красноярск, Якутск, Иркутск, Чита, Охотск и др. В XVIII веке: Омск, Барнаул, Петропавловск-Камчатский и др.
Коренное население Сибири в результате эпидемий, распространения алкоголизма, карательных операций, подавления восстаний отказывавшихся платить ясак народов значительно сократилось.
Сибирь также стала плацдармом для дальнейшей российской колонизации Средней Азии и северо-запада Северной Америки.

## Исторические оценки
Как отмечал Ренато Ризалити: «Качественный скачок в русской истории — это завоевание Сибири, что, как многозначительно сравнил Ф. Бродель, означало для русской истории примерно то же самое, как завоевание Америки для европейской истории. С огромной разницей, заключающейся в том, что между территориями Америки и Европы нет территориального соприкосновения, а между средневековой Россией и Сибирью есть это соприкосновение. В связи с этим формируется не новая нация, а русская нация, родившаяся, как и турецкая».

### Вопрос о колонизации

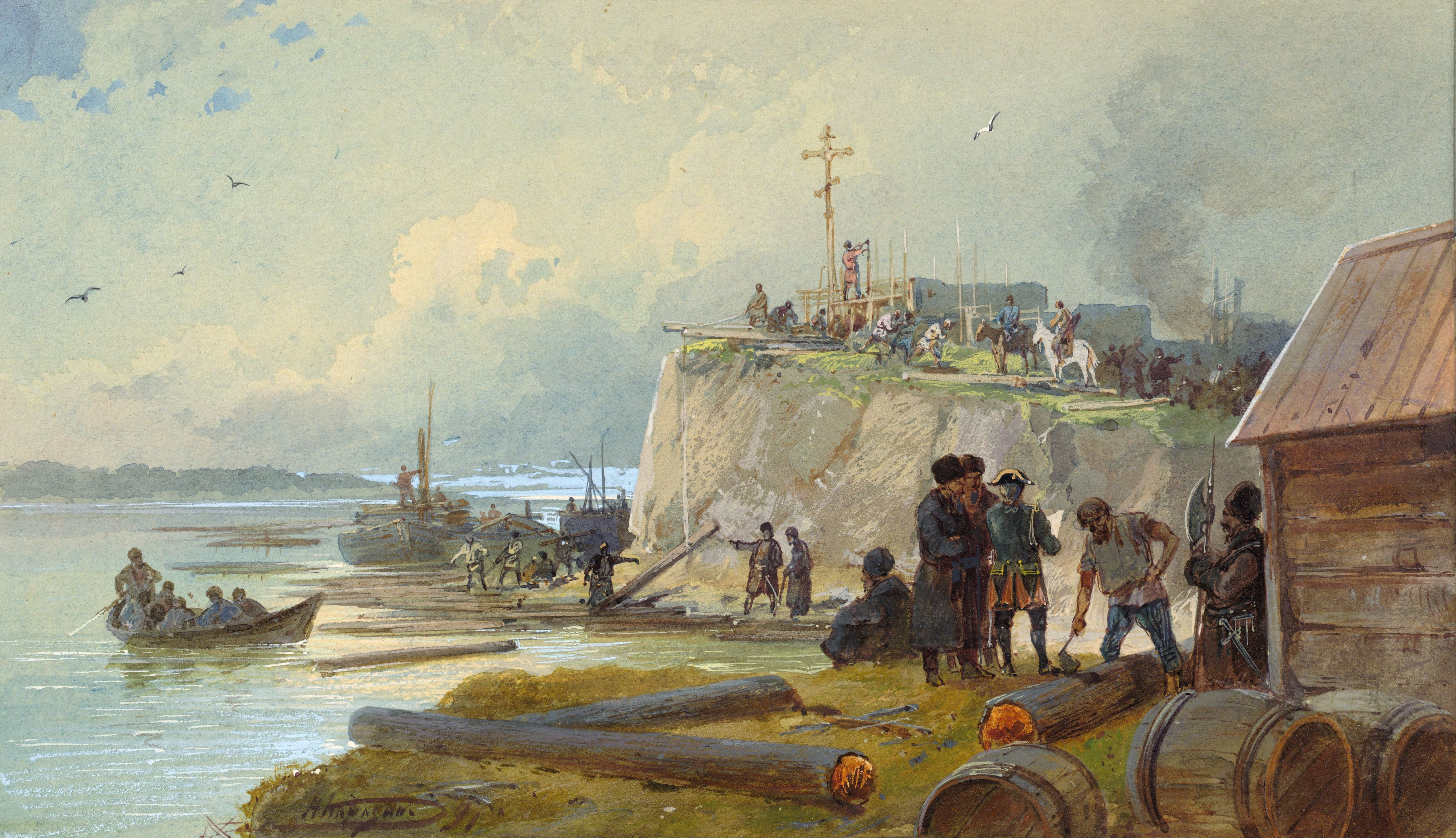
Сибирские казаки при постройке крепостей Каразин Н. Н.

В современной историографии обсуждается вопрос о том, была ли Россия метрополией, а сибирские территории — её колониями. Российскую колонизацию Сибири и завоевание коренных народов сравнивают с европейской колонизацией Северной и Южной Америки с аналогичным воздействием на туземцев, к примеру как присвоение их земель.

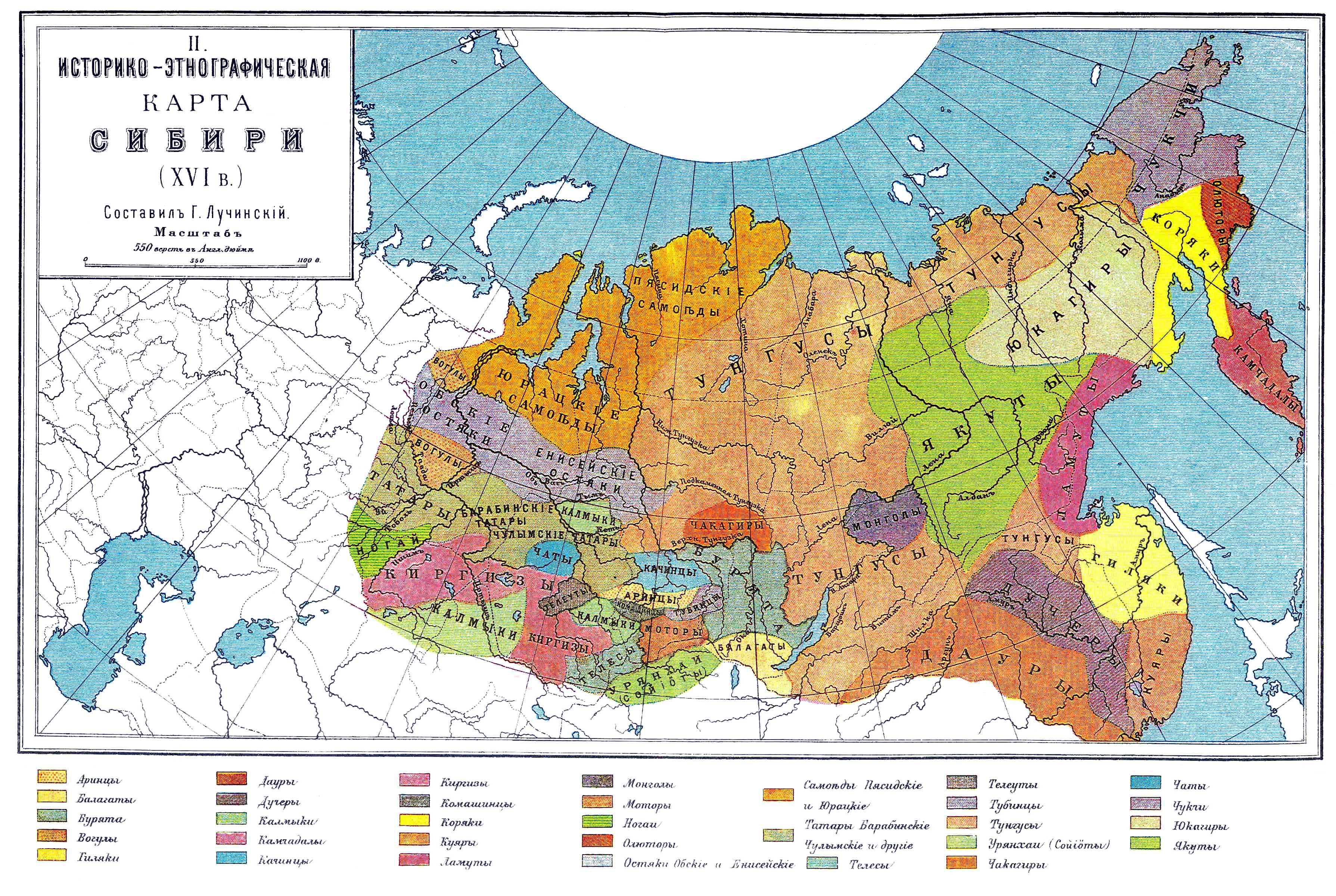
Народы Сибири в XVI веке

Сергей Соловьёв в своем монументальном труде «История России с древнейших времён» (1851—1879) так описывает процесс завоевания:

Из Енисейска шли отряды русских ратных людей для занятия земель и подчинения инородцев по Ангаре, Байкалу, Витиму, Шилке, Селенге; из Якутска шли отряды на север к самому Ледовитому морю, на восток к Охотску, на юг к Амуру. Дикари Северо-Восточной Сибири так же неохотно сносили владычество пришельцев, как и дикари Западной, и восставали при первом удобном случае.
— Сергей Соловьёв. История России с древнейших времен. Том 12.
Численность коренных народов Сибири сократилась из-за распространения болезней. В том числе и из-за оспы, что впервые попала в Западную Сибирь в 1630 году. В 1650-х годах она переместилась к востоку от Енисея, где погибло до 80 процентов населения тунгусов и якутов. В 1690-х годах эпидемии оспы сократили число юкагиров примерно на 44 процента. Численность коряков в результате боевых столкновений с русскими отрядами к середине XVIII века по сравнению с началом века сократилось вдвое. В результате военных экспедиций русских землепроходцев в Приамурье в 1640-х годах, левый берег Амура опустел: спасаясь от гнёта, дауры массово переселились в Маньчжурию. Особым упорством отличалось сопротивление чукчей (см. Присоединение Чукотки к России). В 1730-х—40-х годах русские отряды вели бои с чукчами.

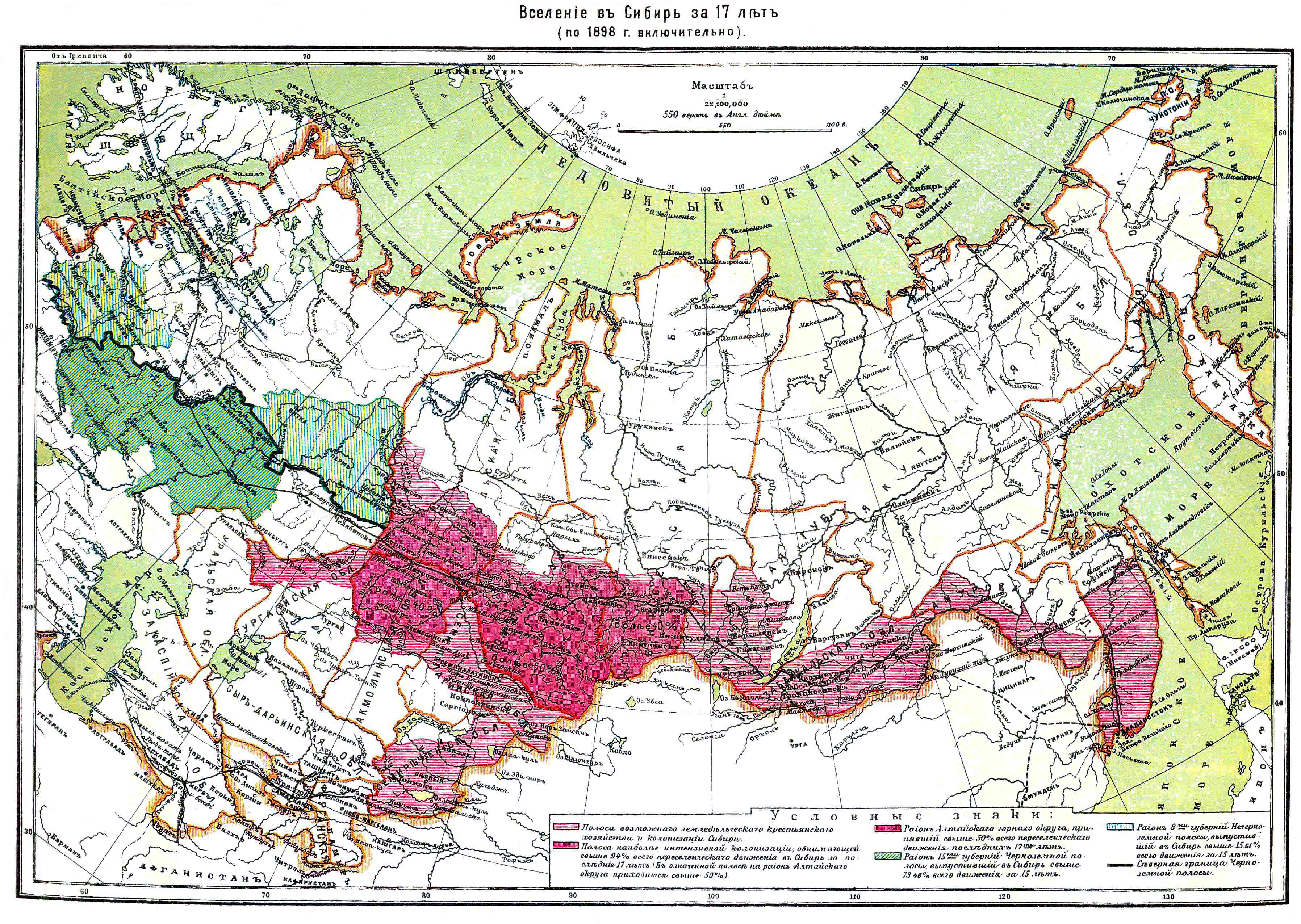
Переселение крестьян в Сибирь в конце XIX века

Помимо военно-политического присоединения Сибири важную роль в закреплении обширных территорий за Россией было заселение территорий русскими переселенцами. Русские стали заселять Сибирь с конца XVI века, и уже к концу XVII века численность русских в Сибири превышала численность её разноплемённого местного населения. После реформы 1861 года миллионы русских крестьян за сравнительно короткий срок переселились в Сибирь. В это время были заселены русскими некоторые районы Алтая, Северного Казахстана, а также вновь присоединённых Приамурья и Приморья. К настоящему времени русские составляют значительное большинство практически во всех регионах Сибири (кроме Тувы, которая вошла в состав СССР только в 1944 году). В Сибирском федеральном округе доля русских составляет около 85 %, в Дальневосточном 80 %. В западной Сибири (Тюменская область) доля русских 70 %. При этом численность лишь трёх коренных народов превышает 100 тыс. — якуты, буряты, тувинцы (суммарно около 1.2 млн), в то время как численность русских в Сибири и на Дальнем Востоке составляет более 20 млн человек.
Правовые акты Русского царства запрещали насильственное крещение. Церковная миссия занималась исключительно обслуживанием казаков. Основным фактором сдерживающий христианизацию была ясачная политика (крещёные туземцы освобождались от уплаты ясака, таким образом массовое крещение инородцев было экономически невыгодным). Процедура принятия православия была крайне сложной и проводилась только в случае смешанных браков, для этого подалась просьба в воеводскую избу. Политика массовой насильственной христианизации началась после указов Петра I. Под воздействием христианства произошло вытеснение местных традиционных имён, которые были заменены на христианские.
Отмечается, что в момент колонизации сибирские народы находились на стадии родоплеменного строя.
К началу XVI века Русское государство вышло за пределы собственной этнической территории. На успешность русской колонизации влияли не только военные успехи и строительство русских городов-острогов, которые обеспечивали освоение физического пространства. Реальное политическое влияние российского монарха определялась включением народов Сибири в число ясачных данников — подданных российской короны. Русская администрация развивала интеграционную стратегию включения «иноземцев» в российскую политико-правовую систему.

### Споры историков
Характер присоединения Сибири и Дальнего Востока к России является предметом спора историков. В дореволюционной литературе и в первые советские десятилетия для процесса вхождения этих территорий в состав России использовался термин завоевание или покорение. Так в 1771 году была опубликована работа И. Е. Фишера «Сибирская история с самого открытия до завоевания сей земли российским оружием». Первые сибирские летописи носили название «О покорении Сибири» (Пустозерская летопись) и «История покорения Сибирского царства» (Бузуновская).
М. Н. Покровский считал присоединение нерусских народов к Российской империи «абсолютным злом». В середине 1930-х годов появляется концепция, что присоединение народов к России было меньшим злом по сравнению с возможным завоеванием другими странами. С этого времени термин завоевание стал постепенно сменяться термином присоединение. По мнению В. И. Шункова, присоединение Сибири и Дальнего Востока к России включало в себя много разных эпизодов как прямого завоевания, так и добровольного вхождения народов. Однако идеологические и политические соображения привели к замене термина присоединение термином вхождение.
Впервые термин вхождение предложили исследователи Сибири С. В. Бахрушин и С. А. Токарев. Якутский историк Г. П. Башарин заявил о исключительно мирном и добровольном характере вхождения Сибири и Дальнего Востока в состав России. Однако с термином вхождение не согласились сибирские учёные Л. М. Горюшкин и Н. А. Миненко. Ф. Г. Сафронов под политико-идеологическим давлением в качестве компромисса вернулся к термину присоединение, чтобы подчеркнуть завоевательный характер самого процесса.
Под давлением идеологических соображений в советской историографии процесс присоединения Сибири и Дальнего Востока из сочетания насильственных и мирных действий превратился в исключительно мирное и добровольное вхождение коренных народов в состав России. К 1970-м годам эта концепция стала господствующей. По замечанию А. С. Зуева «фактически произошло выхолащивание концепции Шункова: из трактовки присоединения исчезло завоевание и осталось только добровольное вхождение». Попали под цензуру записки первопроходцев Сибири, из которых удалялись при публикации фрагменты о вооружённых стычках казаков с аборигенами как противоречащие концепции о исключительно мирном и добровольном присоединении коренных народов к России.
В конце XX ― начале XXI века в российской историографии часть историков вновь вернулась к концепции завоевания Сибири Российским государством. А. С. Зуев, В. А. Тураев и Л. Р. Кызласов практически полностью отрицают добровольность вхождения сибирских народов в состав России. В. В. Трепавлов, рассмотрев вопрос о формах подданства различных народов русскому царю в XV—XVIII веках, привёл примеры добровольных присоединений к России, в том числе указав на главные побудительные мотивы этих шагов: надежды избавиться от вражеских вторжений и притеснений собственной знати, желание находиться в подданстве у православного государя.